# Congreso de Ferradillo
El congreso de Ferradillo fue una reunión de guerrilleros antifranquistas que tuvo lugar el 24 de abril de 1942 en los montes de Ferradillo (Montes Aquilianos), cerca de Ponferrada.

## Historia
El 24 de abril de 1942, veinticuatro guerrilleros de todas las tendencias políticas celebraron en Ferradillo, en la sierra de Ferradillo, cerca de Ponferrada, la reunión que culminó con la constitución de la Federación de Guerrillas de León-Galicia. El congreso culminó con la elección de un Estado Mayor encabezado por Marcelino Fernández Villanueva, con César Ríos Rodríguez, Mario Morán García, Abel Ares Pérez, Marcelino de la Parra y Manuel Girón Bazán como lugartenientes.

### Guerrilleros participantes
- Marcelino Fernández Villanueva
- César Ríos Rodríguez
- Mario Morán García
- Abel Ares Pérez
- Marcelino de la Parra Casas
- Manuel Girón Bazán
- José Vega Seoane
- Abelardo Macías Fernández
- Victorino Nieto Rodriguez
- Pedro Voces Canónigo
- Guillermo Morán García
- Eduardo Pérez Vega
- Antolín Murias
- Pedro Lamas Cerezales
- Ildefonso Fernández Seoane
- Enrique Oviedo Blanco
- Abelardo Gutiérrez Alba
- Antonio Fernández Crespo
- Manuel Gutiérrez Abella
- Edelmiro Alonso García
- Gerardo Lamas Cerezales
- Arcadio Ríos Rodríguez
- Amador Pérez Poncelas
- Hilario Álvarez Méndez